# Scimitar (Waffe)

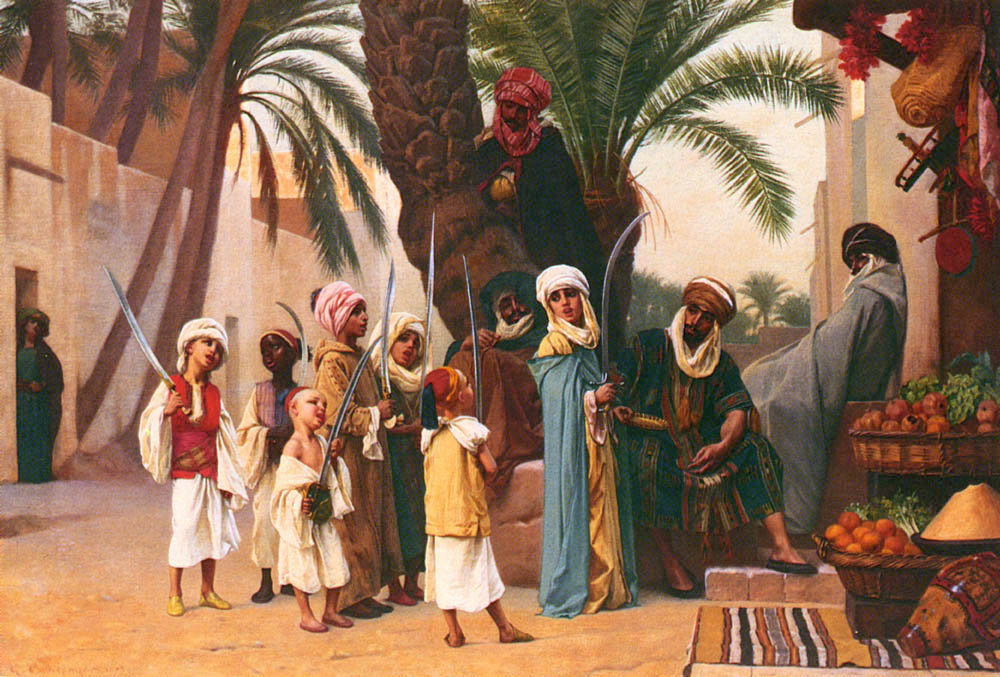
Mit Krummschwertern bewaffnete Orientalen auf einer Illustration für Tausendundeine Nacht.

Der Ausdruck Scimitar (auch Scymitar, Schimitar oder Szimitar) ist eine aus dem Englischen entlehnte, allgemeine Sammelbezeichnung für orientalische Säbel, also einschneidige Hieb- und Stichwaffen vorderasiatischen Ursprungs mit zumeist geschwungener Klinge.

## Begriff und Verwendung
Scimitare sind im Deutschen landläufig besser als „Krummsäbel“ oder „Krummschwert“ bekannt. Säbel sind in der Regel ohnehin gekrümmt, sodass der Ausdruck „Krummsäbel“ auf eine besonders starke Krümmung der Klinge hinweisen kann. Eine solche liegt allerdings nicht bei allen orientalischen Säbeltypen vor. Auf den orientalischen Ursprung weisen umgangssprachliche Bezeichnungen wie „Türkensäbel“, „Sarazenensäbel“ oder „Mameluckensäbel“ hin.
In waffenkundlichen Fachpublikationen findet die Bezeichnung Scimitar im Deutschen kaum Verwendung. Eine zusammenfassende Bezeichnung für Säbel aus dem Orient scheint hier im Normalfall entbehrlich, weil es einen übergreifenden orientalischen Typus dieser Waffe mit gemeinsamen, einheitlichen Erkennungsmerkmalen so nicht gibt. Üblicherweise spricht man daher entweder ganz allgemein von einem Säbel, oder man verwendet jeweils den eindeutigen Namen des konkret behandelten Waffentyps, also z. B. Dao (chinesischer Säbel), Handschar (arabischer Krummdolch), Jatagan (osmanischer Kurzsäbel), Katana (japanisches Langschwert), Kilidsch (türkisches Krummschwert), Nimcha (nordafrikanischer Säbel), Sarrass (schwerer Reitersäbel), Saif (arabischer Säbel), Schaschka (Kosakensäbel), Shamshir (persischer Säbel), Surik (timoresisches Schwert), Talwar (indischer Säbel) etc.

## Wortherkunft
Im italienischen Sprachgebrauch tauchte das Wort scimitarra oder scimeterra im 15. Jahrhundert als Bezeichnung für die gekrümmten Klingenwaffen türkischer Soldaten auf. Geprägt wurde der Ausdruck vermutlich in der Zeit der Eroberung von Otranto durch die Osmanen (1480); möglicherweise kam der Begriff aber auch schon früher durch italienische Kaufleute nach Europa, die jahrhundertelang enge Handelsbeziehungen in die Levante unterhielten. In seinem Handbuch der Waffenkunde (1890) erwähnt Wendelin Boeheim den Scymitar als Namen der „ältesten asiatischen Krummschwerter“, der sich im Französischen zu sauveterre und cimeterre wandelte und ursprünglich vermutlich aus dem Persischen stammt. Weder im Türkischen noch im Arabischen sind Parallelen bekannt. Die etymologische Herkunft wird im persischen shimshīr oder Shamshīr (شمشیر) gesehen, was Schwert bedeutet (wohl abgeleitet vom mittelpersischen shafshēr, d. h. „Löwenschweif“). Auf Griechisch lassen sich bei orientalischen Autoren der Antike in dieser Bedeutung die Ausdrücke σημαντηρα (semantera) und σαμψηρα (sampsera) finden. Im humanistischen Latein ist das Wort cymitharra in den um 1540 verfassten „Büchern von den Dingen der Türken“ (De Rebus Turcarum Libri) des am Hof des französischen Königs Franz I. tätigen Ethnografen Christophe Richer belegt, der es als Bezeichnung für das Schwert der Janitscharen verwendet. Etwa gleichzeitig gelangte der Begriff in die französische und spanische Sprache und lässt sich in der Form scymitar oder cymiter ab Mitte des 16. Jahrhunderts auch in der englischen Sprache nachweisen. Einer der frühesten englischen Belege ist die Erwähnung eines scimitar in William Shakespeares Komödie Der Kaufmann von Venedig (2. Aufzug, 1. Szene) aus dem Jahre 1595. In die deutsche Sprache ist der Begriff erst in jüngerer Zeit aus dem Englischen gelangt (insbesondere durch Fantasyliteratur und Computerspiele). In vereinzelten deutschen Quellen aus dem 19. Jahrhundert sind auch die Schreibweisen Szimitar und Scimetar belegt, wobei es sich allesamt um Übersetzungen handelt. So erwähnte Auguste Scheibe 1885 „ein Scimetar“ in ihrer deutschen Übersetzung von Charles Dickens’ Roman Bleak House.

## Geschichte des Säbels im Orient

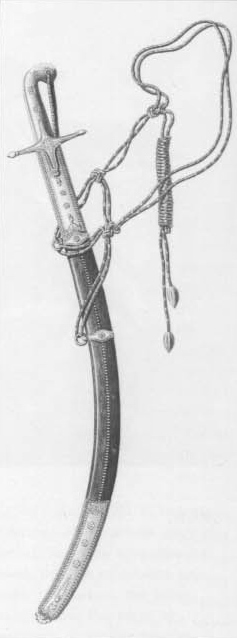
Cimeterre der Garde-Mameluken Napoleons (um 1801)

Säbel waren im Mittleren Osten, Nordafrika und Vorderindien, in osmanischer Zeit auch in der Türkei, auf dem Balkan sowie in Ungarn und Polen, weit verbreitet und gelten als traditionelle Nahkampfwaffe des muslimischen Orients und der Sarazenen, obwohl der Waffentypus sehr viel älter als der Islam ist. Das in einem Stück gefertigte altorientalische Krummschwert wurde im 3. Jahrtausend v. Chr. in Mesopotamien erfunden und entwickelte sich in Ägypten zur klassischen Waffe des Pharaos. In diesem ägyptischen Krummschwert ist die Grundform des Säbels bereits erkennbar. Auch der eng mit dem chinesischen Dao verwandte turko-mongolische Säbel gilt als eine der Urformen, auf die diverse im vorderasiatischen und osteuropäischen Raum gebräuchliche Hiebwaffen zurückgehen könnten. Der Säbel gilt unter anderem deswegen als Symbol oder Erkennungszeichen islamischer Kämpfer, weil der Prophet Mohammed möglicherweise selbst mit einer solchen Waffe gekämpft hat. Aus diesem Grund taucht er in einer Reihe von Staatswappen islamischer Länder auf, beispielsweise im Wappen Saudi-Arabiens.
Im Übrigen ist die Bezeichnung „orientalischer Säbel“ oder „Scimitar“ ein Sammelbegriff für eine Vielzahl sehr unterschiedlicher Säbelformen. Zu besonderer Berühmtheit gelangten die aus orientalischem Damast hergestellten Klingen. Damaszenerwaffen wurden vor allem in Persien aus indischem Stahl gefertigt und blieben bis weit ins 19. Jahrhundert hinein nahezu ein Monopol des islamischen Kulturkreises.
Der typische osmanische Säbel (türk. kılıç) ist stark gekrümmt und sehr breit und von daher als Stichwaffe eher ungeeignet. Diese klassische Säbelform mit Verbreiterung zur Spitze hin (türk. jelman) ist im orientalischen Raum allerdings entgegen verbreiteter Klischees erst im späten 13. Jahrhundert nachzuweisen, in sehr zaghafter Ausführung. Zu nennenswerter Verbreitung scheint sie erst im Laufe des 14. und 15. Jahrhunderts gelangt zu sein. Die in den muslimisch beherrschten Gebieten zuvor mehrheitlich verwendete Säbelform war im Gegenteil eher zur Spitze hin verjüngend konstruiert (und damit durchaus auch zum Stechen geeignet), hatte keine Rückenschneide und in der Regel keinen Knauf.
Mit Säbeln orientalischen Stils waren im 19. Jahrhundert auch eine Reihe von Einheiten europäischer Heere ausgerüstet, vor allem exotisch uniformierte Formationen wie Zuaven oder Turkos.